# ریور سو (آیووا)
ریور سو (به انگلیسی: River Sioux) شهری در ایالت آیووا کشور ایالات متحده آمریکا است که جمعیت آن در سرشماری سال ۲۰۱۰ میلادی، ۵۹ نفر بوده‌است.